# 映画野郎
『映画野郎』（えいがやろう）は、公式Facebookページとメールマガジンで展開する映画情報媒体である。

## 概要
男性をターゲットとする、映画情報メディア。2010年1月12日より、有料のiモードにて情報提供サービスを開始した。2007年11月から開始した、映画雑誌「映画秘宝」の公式モバイルサイト『映画秘宝クラブ』が前身。「映画秘宝」誌との提携を解消したのに伴い、編集内容・方針はそのままでサイト名を『映画野郎』へと変更した。iモード版を休止し、2012年5月からWEB（公式Facebookページ）とメールマガジン（まぐまぐ！利用）に移行した。
他映画情報サイトと比較して、コラム、新作レビュー、特集記事といった読み物コンテンツが多い。 
採りあげる作品は幅広いが、男性寄りの視点が特徴。内容重視で、ミニシアター系のコアなジャンル映画も多数取り上げている。女性向け媒体がなかなか取り上げない、ホラー、バイオレンスアクション、社会派、R指定作といった映画を積極的に扱っている。
コラム執筆者は映画専門ライターをほとんど使わず、異業種のスペシャリストを起用する傾向にある。

## 主なレビュー執筆者
じょ〜い小川、原口一也、KANTO、MUNE、TAKA SHUU

## 主な連載コラム(以前のコラムも含む)
- プチ鹿島の『挨拶は心の窓！　舞台挨拶おじゃまします！』（初日舞台挨拶の潜入レポート）
- 要ゆうじの『コメディ千本ノック』（コメディ映画紹介コラム）、『汝、コメディで笑うなかれ』（日本ではあまり知られていないが、オススメのコメディアンやコメディ作品を語るコラム）
- いいをじゅんこの『燃える!! バディ・ムービーの世界』（「バディ映画」という視点から新旧の傑作をとりあげ、ひとあじちがう映画の見方を提案するコラム）
- とみさわ昭仁の『大災害映画祭』（ケタ外れな自然災害を描く映画専門のレビュー）
- TAJIRIの『野郎への道 ROAD to YAROW!』（プロレスラー・TAJIRI独自の視点で「これを観ればカッコ良くなれる！」男向け映像作品を紹介）
- 我孫子武丸の『いちゃもんや三度笠』（名作と言われる映画の見過ごせない欠点を指摘する辛口レビュー）
- 荒島晃宏の『映画館のまわしもの』（映写技師による映画館の舞台裏コラム）
- 新ミシェル・カーラー活動写真記『マイロー＆ハイロー』（翻訳：唐橋充）（俳優・唐橋充による新作映画レビュー）
- 小沢聖の『3D映画開拓コラム・とびだせ大作戦21』（「3D映画」に特化した新作レビュー）
- ドラゴンソルジャーLAWの『DSL AND THE CITY〜男が語るアメリカンドラマ』（男に勧める米国TVドラマコラム）
- 高橋ターヤンの『亜細亜未公開映画紀行』（日本未公開のアジア映画の注目作を紹介）
- 佐藤光留の『残糞感映画批評』（格闘家の視点での名作映画コラム）
- バラモン兄弟の『SFうじ虫秘宝館』（映画タイトルだけをみて2人が妄想を膨らませる毒舌トーク）
- 歴ドル美甘子の『キネマDEやんす！』（歴史映画コラム）
- 鷲巣義明の『BANZAI!　ファンタスティック映画』（新作のSF、ホラー映画コラム）
- 藤木TDCの『Vシネマ黄金伝説』（名作Ｖシネマコラム）
- 大坪ケムタの『おとなのオルタナビデオ博物館』（大人ビデオコラム）
- 赤犬ロビンの『美獣伝』（アイドル映画コラム）
- マッスル坂井の『この肉は君のもの』（映画業界人との対談）
- 森下くるみの『おんなはつらいよ』（ミニシアター系コラム）
- 喜屋武ちあきの『きゃんちねま』（アニメーション映画コラム）